# Centrophorus zeehaani
Centrophorus zeehaani är en hajart som beskrevs av White, Ebert och Compagno 2008. Centrophorus zeehaani ingår i släktet Centrophorus och familjen Centrophoridae. Inga underarter finns listade i Catalogue of Life.